# Wólka Mlądzka
Wólka Mlądzka (dawn. tudzież Mlądzka Wólka) – wschodnia część miasta Otwock, dawna wieś, położona nad rzeką Świder.

## Historia
Wieś powstała w XVIII wieku i należała do majątku Glinianka. We wsi znajdowała się przeprawa przez rzekę Świder na trakcie lubelskim. Na początku XX wieku odkryto w okolicy złoża surowców ilastych i gliny, które wykorzystano w produkcji w cegielni w Teklinie.
W latach 1867–1916 wieś w gminie Glinianka w powiecie (nowo)mińskim. 16 marca 1916, w związku z reorganizacją administracyjną terenów Królestwa Polskiego pod okupacją niemiecką podczas I wojny światowej, Wólkę Mlądzką odłączono od gminy Glinianka w powiecie mińskim i włączono ją do powiatu warszawskiego, gdzie została przyłączona do gminy Wiązowna (gminę Wiązowna włączono w całości tego samego dnia do powiatu warszawskiego z powiatu mińskiego).
Po odzyskaniu przez Polskę niepodległości Wólka Mlądzka zachowała przynależność do gminy Wiązowna i powiatu warszawskiego w woj. warszawskim. W 1921 roku Mlądzka Wólka liczyła 386 stałych mieszkańców.
20 października 1933 utworzono gromadę Wólka Mlądzka, w granicach gminy Wiązowna, składającą się z wsi Wólka Mlądzka, kolonii Szczepanów, kolonii Jakubówek i kolonii Teresin.
W 1939 w czasie wojny obronnej na gruntach od strony Mlądza i Teklina doszło do potyczki 13 DP z Niemcami. Podczas II wojny światowej w Generalnym Gubernatorstwie, w dystrykcie warszawskim. W 1943 gromada Mlądzka Wólka liczyła 523 mieszkańców.
W czasie okupacji niemieckiej mieszkająca we wsi rodzina Smolaków udzieliła pomocy Mosze (Moshe) Bajtlowi. W 2004 roku Instytut Jad Waszem podjął decyzję o przyznaniu Aleksandrowi i Sabinie Smolak tytułu Sprawiedliwych wśród Narodów Świata.
1 lipca 1952, w związku z likwidacją powiatu warszawskiego, gminę Wiązowna (z Wólką Mlądzką) włączono do nowo utworzonego powiatu miejsko-uzdrowiskowego Otwock, gdzie gmina ta została przekształcona w jedną z jego ośmiu jednostek składowych – dzielnicę Wiązowna.
Dzielnica Wiązowna przetrwała do końca 1957 roku, czyli do chwili zniesienia powiatu miejsko-uzdrowiskowego Otwock i przekształcenia go w powiat otwocki. 1 stycznia 1958 roku ze zniesionej dzielnicy Wiązowna (którą równocześnie przekształcono w gromadę Wiązowna) wyłączono Wólkę Mlądzką i włączono go do miasta Otwocka, przez co Wólka Mlądzka stał się integralną częścią miasta.

## Ulice
- Ciasna
- Grunwaldzka
- Laskowa
- Nadrzeczna
- Nowa
- Pokojowa
- Przesmyk
- Rakowa
- Sosnowe Wzgórze
- Spartańska
- Strażacka
- Szosa Lubelska
- Wspaniała
- Wypoczynkowa
- Żeromskiego

## Komunikacja
- Mikrobus (na trasie ... – Wólka Mlądzka – ... – Otwock Centrum)
- PKS Garwolin S.A. (na trasie ... – Wólka Mlądzka – ... – Warszawa)
- linia ZTM L22[9] (na trasie Otwock – Wólka Mlądzka – ... – Wiązowna)

## Obiekty
- Kościół pw. św. Józefa, Oblubieńca Najświętszej Maryi Panny.
- Szkoła Podstawowa nr 8 im. Juliana Filipowicza.
- Biblioteka Publiczna fila nr 4
- OSP Otwock – Wólka Mlądzka
- Boisko „Orlik 2012”
- Boisko klubu KS Vulcan Wólka Mlądzka